# Santa Ana (Costa Rica)
Santa Ana es el distrito primero y ciudad cabecera del cantón de Santa Ana, en la provincia de San José, de Costa Rica.
El distrito se caracteriza por ser parte del Gran Área Metropolitana de Costa Rica, y además por el alto poder adquisitivo de su población y su alto índice de desarrollo urbanístico y comercial.

## Ubicación
Se ubica en el este del cantón y limita al norte con el distrito de Pozos, al este con el cantón de Escazú, al oeste con el distrito de Uruca, y al sur limita con el distrito de Salitral.

## Historia
El lugar llamado "Las cuadras" pertenecía a Matías Robles, quien antes de morir donó las manzanas en donde están la Iglesia y la plaza de deportes para la creación del distrito. Otros Robles se quedaron en la Uruca.
El distrito adquirió el título de ciudad en el año 1970, sin embargo, su condición de distrito central ha estado presente desde la fundación del cantón en 1907, cuando Santa Ana se segregó del cantón de Escazú.

## Geografía
Santa Ana cuenta con un área de 5,44 km² y una altitud media de 904 m s. n. m.

## Demografía
Para el año 2022, Santa Ana cuenta con una población estimada de 13 186 habitantes, y para el último censo efectuado, en 2011, Santa Ana contaba con una población de 11 320 habitantes.

## Localidades
- Barrios: Aguas Lindas, Cabañas, Casa Blanca, Lajas (parte), Obando, Paso Machete (parte), San Rafael.
- Poblados: Corrogres, Pilas.

## Transporte

### Carreteras
Al distrito lo atraviesan las siguientes rutas nacionales de carretera:
- Ruta nacional 121
- Ruta nacional 147
- Ruta nacional 310
- Ruta nacional 311

## Concejo de distrito
El concejo de distrito de Santa Ana vigila la actividad municipal y colabora con los respectivos distritos de su cantón. También está llamado a canalizar las necesidades y los intereses del distrito, por medio de la presentación de proyectos específicos ante el Concejo Municipal. El presidente del concejo del distrito es el síndico propietario del partido Liberación Nacional, José Roberto Castro Araya.
El concejo del distrito se integra por:
| #                       | Partido                         | Nombre                        |
| Síndico propietario     | Síndico propietario             | Síndico propietario           |
| ----------------------- | ------------------------------- | ----------------------------- |
| 1                       | Partido Unidad Social Cristiana | Karen Vanessa Valverde Ortega |
| Síndico suplente        |                                 |                               |
| 2                       | Partido Liberación Nacional     | Ana Yibe Rodríguez Robles     |
| Concejales propietarios |                                 |                               |
| 3                       | Partido Liberación Nacional     | Jeannette Badilla Gutiérrez   |
| 4                       | Movimiento Libertario           | Cynthia Guerrero Aguilar      |
| 5                       | Partido del Sol                 | José Luis Zamora Rodríguez    |
| 6                       | Partido Acción Ciudadana        | Lilliam Ríos Aguilar          |
| Concejales suplentes    |                                 |                               |
| 7                       | Partido Liberación Nacional     | Gerardo Gómez Hurtado         |
| 8                       | Movimiento Libertario           | Hannia Benambur Guerrero      |
| 9                       | Partido del Sol                 | Rosibel González Sosa         |
| 10                      | Partido Acción Ciudadana        | Jorge Cáceres Prendas         |